# Tonna berthae
Tonna berthae là một loài ốc biển lớn, là động vật thân mềm chân bụng sống ở biển trong họ Tonnidae, the tun shells.

## Phân bố
Đây là loài đặc hữu của Nam Phi.

## Miêu tả
Chiều rộng của vỏ khoảng 90 mm.